# ドウソンシンリントナカイ
ドウソンシンリントナカイ Rangifer tarandus dawsoni は、偶蹄目シカ科に属するトナカイの亜種の一つで、カナダ・ブリティッシュコロンビア州のクイーンシャーロット諸島に生息していたが、すでに絶滅した。
体長1m40cm、体重100～130kgと小型のトナカイであった。島に住む先住民にも知られずに内陸でひっそりと暮らしていたが、1878年に発見された。そして1880年に、最初にこの動物の報告を送ったイギリスの動物調査官ドウソンの名をとってドウソンシンリントナカイと命名された。

## 絶滅
ドウソンシンリントナカイは、それまで知られていた他のトナカイに比べてあまりにも小型であったため、新種の認定と同時に学界で大騒ぎになったという。本当にそのような小さなトナカイがいるのかという点について、クイーンシャーロット諸島で綿密な調査が行われた。そして1908年、ドウソンシンリントナカイは再び人間の前に姿を現し、射殺された。それを最後に絶滅したとされている。絶滅の理由についてはよくわかっていない。